# Harding-Birch Lakes
Harding-Birch Lakes és una concentració de població designada pel cens dels Estats Units a l'estat d'Alaska. Segons el cens del 2000 tenia 216 habitants.

## Demografia
Segons el cens del 2000, Harding-Birch Lakes tenia 216 habitants, 98 habitatges, i 63 famílies La densitat de població era de 0,4 habitants/km².
Dels 98 habitatges en un 21,4% hi vivien nens de menys de 18 anys, en un 54,1% hi vivien parelles casades, en un 6,1% dones solteres, i en un 35,7% no eren unitats familiars. En el 31,6% dels habitatges hi vivien persones soles el 7,1% de les quals corresponia a persones de 65 anys o més que vivien soles. El nombre mitjà de persones vivint en cada habitatge era de 2,2 i el nombre mitjà de persones que vivien en cada família era de 2,75.
Per edats la població es repartia de la següent manera: un 21,8% tenia menys de 18 anys, un 6% entre 18 i 24, un 24,5% entre 25 i 44, un 34,3% de 45 a 60 i un 13,4% 65 anys o més.
L'edat mediana era de 44 anys. Per cada 100 dones hi havia 118,2 homes. Per cada 100 dones de 18 o més anys hi havia 128,4 homes.
La renda mediana per habitatge era de 43.438 $ i la renda mediana per família de 60.288 $. Els homes tenien una renda mediana de 36.042 $ mentre que les dones 23.750 $. La renda per capita de la població era de 24.443 $. Cap de les famílies estaven per davall del llindar de pobresa.

## Poblacions més properes
El següent diagrama mostra les poblacions més properes.